# Metal Hawk
Metal Hawk (яп. メタルホーク Мэтарухо:ку) — мультинаправленный шутер, выпущенный в 1988 году компанией Namco для аркадных автоматов. Игрок управляет одноимённым боевым вертолётом и должен с помощью пулемёта и ракет «воздух-земля» уничтожать врагов, набирая определённое количество очков до истечения таймера, одновременно избегая столкновений с вражескими снарядами и препятствиями. Metal Hawk может менять высоту, чтобы подняться выше в воздухе или опуститься ближе к земле. Игра работала на аркадной платформе Namco System 2.
Metal Hawk стала одной из первых игр, разработанных в рамках нового отдела научно-исследовательских и опытно-конструкторских работ (НИОКР) по видеоиграм компании Namco в Японии. Команда разработчиков сосредоточилась на создании увлекательной и захватывающей игры с мощными и впечатляющими техническими возможностями, особенно в части движущейся платформы в аркадном автомате. Саундтрек к игре написал Синдзи Хосоэ при участии Кадзуо Ногути. Ранние версии содержали дополнительные звуковые и инструментальные каналы, создававшие позитивное и задорное настроение, однако в дальнейшем их пришлось удалить из-за ограниченного объёма памяти аппаратного обеспечения автомата. Оператора в игре, комментирующего происходящее во время уровней, озвучила японская актриса Мая Окамото.
Из-за высокой стоимости производства аркадного автомата Metal Hawk была выпущена ограниченным тиражом. Несмотря на это, игра имела коммерческий успех и оставалась одной из самых популярных аркадных игр того времени. Критики высоко оценили динамичный геймплей, впечатляющую графику и эффект погружения благодаря аркадному автомату, а один из обозревателей даже назвал Metal Hawk следующим «блокбастером» от Namco. Многие также проводили прямые параллели с игрой Thunder Blade от Sega, причём считая Metal Hawk превосходящей. Ходили слухи о разработке домашней версии для Sega CD, которая в итоге была отменена.

## Игровой процесс

Кадр из игры

Metal Hawk — это мультинаправленный шутер, описываемый как смесь игр Assault и Thunder Blade от Namco и Sega соответственно. Игрок управляет боевым вертолётом и должен набрать определённое количество очков на каждом уровне до истечения таймера. Геймплей заключается в уничтожении врагов и избегании столкновений с их снарядами или землёй под ними. Metal Hawk оснащён пулемётом для уничтожения воздушных врагов и ракетами «воздух-земля» для наземных целей. За уничтожение врагов начисляются очки, и набрав нужное количество можно перейти на следующий уровень. Стрелка указывает в направлении ближайшего врага. С помощью рычага на панели управления внутри аркадного автомата Metal Hawk может менять высоту — подниматься выше или опускаться ниже, чтобы атаковать воздушные и наземные цели. Карта вращается относительно неподвижного игрока в центре экрана — приём, ранее использованный в Assault.

## Разработка и выпуск

Аркадный автомат Metal Hawk представлял собой, который раскачивался в зависимости от действий игрока. Его разработка была неотъемлемой частью производства.

К середине 1980-х годов японская компания Namco стремительно превратилась в одного из ведущих разработчиков видеоигр в Японии, создав такие хиты как The Tower of Druaga (1984), Pac-Land (1984), Metro-Cross (1985) и Rolling Thunder (1986). Успех этих игр принес компании большой доход, который она направила на создание нового НИОКР-подразделения для работы над перспективным аппаратным обеспечением с целью разработки уникальных интересных аркадных автоматов с монетным механизмом. Metal Hawk стала одной из первых игр, выпущенных в рамках этого нового подразделения, наряду с Assault (1988). Она была выпущена для аркадной системы Namco System 2, на которой также работали игры Burning Force, Valkyrie no Densetsu, Finest Hour и Cosmo Gang the Video.
При разработке игры компания Namco сосредоточилась в первую очередь на её технологических возможностях. Наиболее примечательной была конструкция аркадного автомата — движущаяся платформа, которая раскачивалась в зависимости от действий игрока в игре. В производственной документации также много внимания было уделено органам управления, в частности аналоговому джойстику, который должен был обеспечить плавное и точное управление, удобное для игроков. Разработчики также позаботились о том, чтобы сам игровой процесс был динамичным и увлекательным, а не оказался затмённым техническими возможностями аппаратного обеспечения.
Саундтрек к Metal Hawk написал Синдзи Хосоэ при участии коллеги Кадзуо Ногути. В ранних тестовых версиях музыка имела более живой ритм и широкий спектр звуковых и инструментальных каналов. Однако по мере разработки выяснилось, что аппаратные мощности автомата не могут одновременно вместить столько звуковых дорожек наряду со всем остальным, поэтому часть каналов пришлось убрать, чтобы освободить место в ПЗУ. Хосоэ считает Metal Hawk одной из определяющих для себя работ во время сотрудничества с компанией. Роль оператора, комментирующего происходящее во время уровней, озвучила японская актриса Мая Окамото.
Metal Hawk была выпущена в Японии в октябре 1988 года. Позже она вышла в Северной Америке в сентябре 1989 года и в Австралии в том же году. В декабре 1988 года Namco продемонстрировала игру на выставке Amusement Machine Expo наряду с другими своими новинками — Splatterhouse, Ordyne, Mirai Ninja и Pro Tennis: World Court. Сама игра выпускалась ограниченным тиражом, что объясняется высокой стоимостью производства автомата. Поэтому оригинальные аркадные автоматы и платы Metal Hawk крайне редки и считаются раритетами среди коллекционеров. Существовали слухи о разработке домашней версии для Sega CD, но в итоге она была отменена.

## Отзывы
| Иноязычные издания | Иноязычные издания |
| Издание            | Оценка             |
| ------------------ | ------------------ |
| Sinclair User      | 9/10               |

Несмотря на небольшой объём производства, Metal Hawk имела коммерческий успех. В сентябрьском выпуске журнала Leisure Line за 1990 год сообщалось, что игра заняла седьмое место по популярности среди аркадных автоматов, обойдя Out Run и After Burner. В Японии журнал Game Machine поставил её на шестое место по успешности среди игр в кабинном/сидячем формате.
Игра получила положительные отзывы критиков. Журнал The Games Machine охарактеризовал её как «замечательное ощущение полёта», а Amstrad Computer User назвал «гарантированным хитом» и следующим крупным аркадным «блокбастером» от Namco. Многие издания отмечали геймплей, восхищаясь его скоростью и динамичным темпом действий. По мнению Computer & Video Games, «обилие адреналина и захватывающее путешествие гарантированы, если вы достаточно смелы, чтобы оседлать Metal Hawk». Sinclair User и The Games Machine высоко оценили ощущение скорости, экшена и азарта в игровом процессе, причём Sinclair User закончил свой обзор словами: «Захватывающие технические эффекты в сочетании с простым динамичным геймплеем — это победа по всем фронтам!». Графика также удостоилась похвалы, в частности, Sinclair User отметил многослойные фоны и эффекты вращения, «от изумления которых аж открывается рот». Многие издания проводили прямые параллели с Thunder Blade (1987), причём большинство считало, что игра превосходит продукт от Sega. Критики также хвалили аркадный автомат Metal Hawk за впечатляющий дизайн, эффект присутствия и подвижные элементы, которые дополняли динамичный быстрый геймплей.
В ретроспективном обзоре в 2008 году портал Sega-16 сравнил графику Metal Hawk с игрой A-Jax от Konami, а геймплей — с Assault от самой же Namco, а также отметил впечатляющие возможности масштабирования спрайтов и фонов аркадной системы Namco System 2. Авторы выразили разочарование по поводу отмены, по слухам, версии для Sega CD, написав: «Возможности масштабирования в Metal Hawk идеально подходили для демонстрации потенциала аппаратного обеспечения CD, и отмена версии для Sega CD в очередной раз расстроила нас». Также они отметили, что Metal Hawk и другие аркадные игры Namco потенциально могли бы привлечь дополнительный интерес и надежды к этому дополнению для Sega Mega Drive.